# Беккер, Гэвин де
Гэвин де Беккер (англ. Gavin de Becker; 26 октября 1954 года) – американский эксперт по безопасности и автор бестселлеров; консультирует по вопросам безопасности правительство США, крупные корпорации и ряд известных личностей. Основатель и руководитель компании Gavin de Becker and Associates.

## Ранние годы
Родился 26 октября 1954 года в Лос-Анджелесе (штат Калифорния, США). Являлся сотрудником спецслужб США. Возглавлял группу охраны на инаугурации президента Рейгана в 1981 году.

## Достижения

### MOSAIC
Участвовал в разработке системы MOSAIC, используемой для мониторинга безопасности государственных учреждений США, таких как Верховный Суд, Конгресс и ЦРУ. С 1997 года система используется полицейским управлением Лос-Анджелеса для мониторинга семейного насилия, потенциально угрожающего убийством.

### Компания
В 1978 году основал компанию Gavin de Becker and Associates. Компания   занимается охраной звезд шоу-бизнеса и других известных персон, частными расследованиями и подготовкой элитных телохранителей. Среди клиентов компании отмечены: Тереза Салдана, Мадонна, Шер, Мишель Пфайффер, Барбра Стрейзанд,  Джон Траволта и другие. В 1997 году известный актер Билл Косби поручил компании расследование убийства сына.
В ноябре 2015 года компания объявила о намерении построить специальный терминал для знаменитостей в международном аэропорту Лос Анджелеса. Терминал позволит VIP-клиентам перемещаться из лимузина в самолет не контактируя с другими пассажирами.

### Консультант
Дважды входил в число президентских советников при министерстве юстиции США, а также в течение двух сроков работал в группе советников губернатора при департаменте психического здоровья штата Калифорния. Консультировал известный интернет-ресурс по противодействию агрессии Bystander Revolution.

### Известность
Неоднократно выступал с изложением своих принципов безопасности на ведущих телеканалах США, в том числе в программе Опры Уинфри, 60 минут, шоу Ларри Кинга, 20/20 и подкаст-программе Сэма Харриса. Работы Де Беккера освещались такими известными изданиями, как Time, Newsweek, The Wall Street Journal, The New York Times и др..

### Автор книг
Книга «Дар страха» (1998) заняла первое место в списке бестселлеров New York Times; книга переведена на множество языков, включая русский (См. ниже ). В 2008 году американская телезвезда Опра Уинфри посвятила специальную передачу 10-летней годовщине выхода книги в свет. Она также сделала двухчасовую передачу посвященную исследованиям Де Беккера в области домашнего насилия.

## Личная жизнь
- Имеет 10 детей